# Рєзник Ілля Рахмієльович
Ілля Рахмієльович Рєзник, трапляються варіанти Рєзнік, Резнік, Резник (4 квітня 1938, Ленінград) — російський поет. Народний артист Росії (2003). Почесний член Російської академії мистецтв. Народний артист України (2013; позбавлений звання).

## Біографія
У 1958 році вступив до ЛГИТМіКу (Ленінградський державний інститут театру, музики і кіно). 1965—1972 роки — актор трупи театру імені В. Ф. Комісаржевської. Весь період студентства і перші роки в театрі постійно працював над словом: написання пісень до студентських і театральних спектаклів, написання реприз, участь у всіх театральних капусниках.
30 січня 2018 р. був внесений до Переліку осіб, які створюють загрозу національній безпеці України.

## Творчість
Автор текстів безлічі популярних пісень, написаних у співпраці з Раймондом Паулсом, Максимом Дунаєвським, Ігорем Ніколаєвим і багатьма іншими провідними естрадними композиторами ((рос.): «Без меня», «Вернисаж», «Вероока», «Дежурный ангел», «Ещё не вечер», «Жди и помни меня», «Звёздное лето», «Золотая свадьба», «Золушка», «Как тревожен этот путь», «Карлсон», «Край берёзовый», «Маленькая страна», «Маэстро», «Мне мама тихо говорила», «Поднимись над суетой», «Посидим-поокаем», «Путь к свету», «Скрипач на крыше», «Старинные часы», «Странник», «Три счастливых дня», «Ты возьми меня с собой», «Шаляй-валяй», «Яблони в цвету», «Я за тебя молюсь», «Я тебе весь мир подарю», «Я тучи разгоню руками» тощо). Їх виконували популярні співаки та артисти радянської і російської естради: Людмила Сенчина, Едіта П'єха, Алла Пугачова, Яак Йоала, Лайма Вайкуле, Софія Ротару, Володимир Пресняков, Михайло Боярський, Микола Караченцов, Родріґо Фомінс та ін.
У червні 2025 року Рєзнік став співавтором так званого "гімну Криму", створеного на замовлення окупаційної адміністрації півострова.

## Фільмографія
Автор тексту пісень до українських фільмів:
- «Солдатка» (1959)
- «Квіти для Олі» (1976)
- «Депутатська година» (1980)
- «Двоє під однією парасолькою» (1983) тощо.

## Державні нагороди
- Народний артист Росії (2003).

19 січня 2025 року позбавлений усіх державних нагород, доданий до санкційного списку, має фінансові обмеження.